# Ngựa Mérens

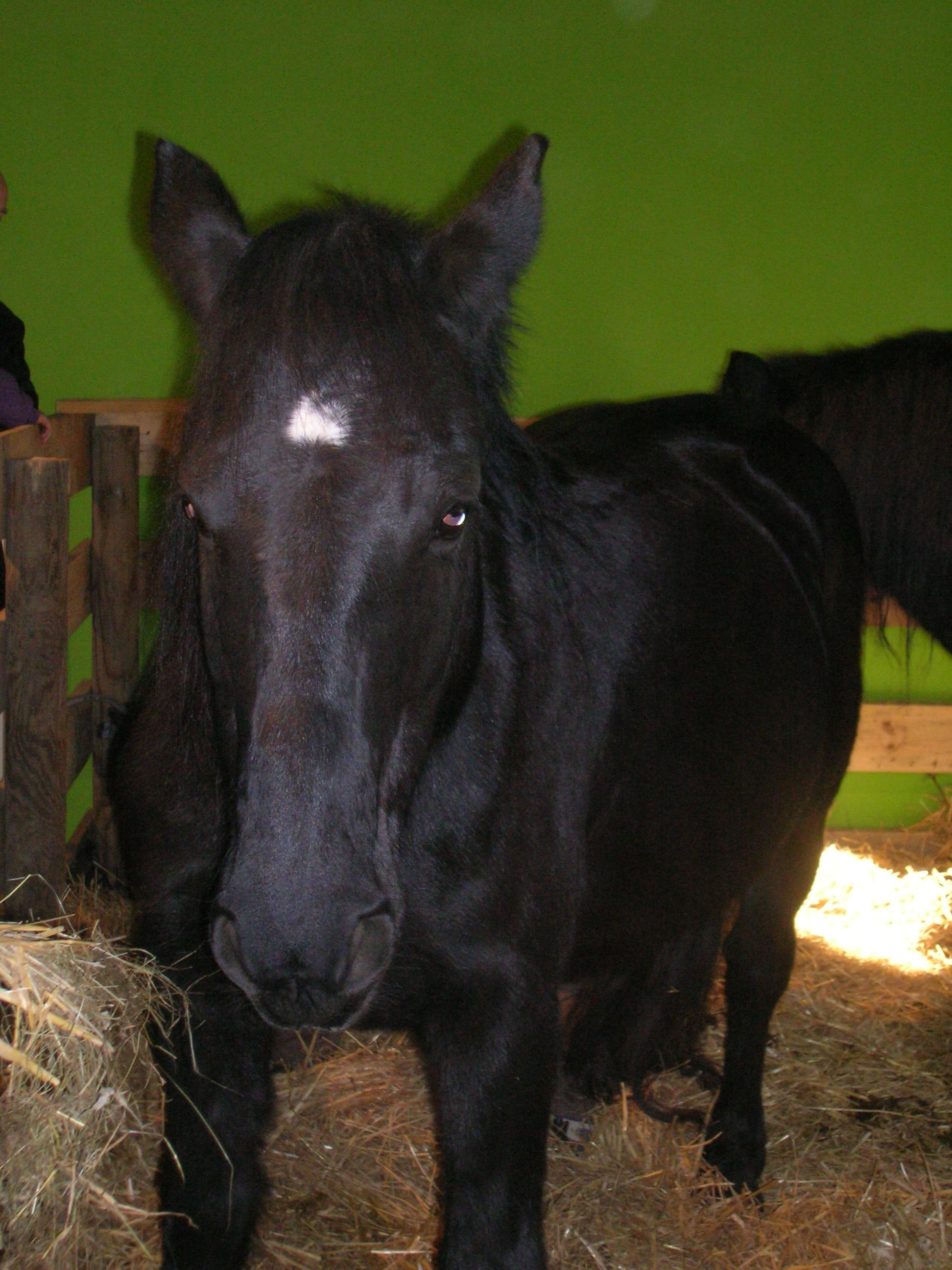
Một con ngựa Mérens

Ngựa Mérens hoặc vẫn thỉnh thoảng được gọi bằng tên cũ là ngựa Ariégeois là một giống ngựa có nguồn gốc từ Tây Ban Nha, chúng là giống nhỏ, mộc mạc và là ngựa bản địa của vùng Pyrenees và Ariégeois núi ở miền nam nước Pháp, nơi sông Ariège chảy qua, và phía bắc Tây Ban Nha, gần Andorra. Hai loại nói chung, một ngựa núi truyền thống nhỏ và một loại hiện đại cao hơn, được tìm thấy. Luôn luôn là màu đen, Mérens phải đáp ứng các tiêu chuẩn nghiêm ngặt về thể chất để có thể được đăng ký trong sổ phả hệ. Các giống được biết chắc chắn-chân vững vàng của mình trên địa hình núi, cũng như đối với sức chịu đựng, sức chịu đựng và sự ngoan ngoãn.

## Đặc điểm
Mérens truyền thống là có tầm vóc nhỏ, khối lượng nhẹ, thích nghi với vùng núi, trong khi Mérens hiện đại đang ngày càng nhiều hơn trong phong cách thể thao. Các giống được biết đến với sự sang trọng của nó, và trong năm 2005 đã được xếp hạng là một trong số 23 nhất con ngựa giống đẹp của tạp chí Pháp Cheval Pratique. Kể từ năm 1948, Mérens ngựa phải đáp ứng các tiêu chuẩn vật chất nhất định để có thể được nhận vào sổ phả hệ. Trong thời gian này, các tiêu chuẩn nhập học đã thay đổi nhiều lần. Hiện nay, sự xuất hiện chung của một Mérens là mạnh mẽ và nhỏ gọn, với toàn thân tràn đầy năng lượng.
Mérens, giống như nhiều con ngựa núi, là điềm tĩnh, ngoan ngoãn và chăm chỉ. Đó là một giống linh hoạt, và rất khỏe mạnh, có thể sống cả năm bên ngoài mà không bị thời tiết ảnh hưởng. Mérens được biết đến với độ bền, sự nhanh nhẹn và chắc chắn, chân vững vàng. Chúng cần được chăm sóc rất ít, và có thể tồn tại trên điều kiện thực ăn kém, thậm chí khi làm việc, có khả năng chống lạnh, nhưng phản ứng kém với nhiệt.
Ngựa con thường được sinh ra trong tuyết, mà không cần sự can thiệp của con người, nhưng thường được xử lý và làm quen với con người từ khi còn nhỏ. Cho thấy tăng sức đề kháng với các tính chất chống đông của một số giống cây dương xỉ, việc tiêu thụ mà có thể gây ra đổ mồ hôi đẫm máu và máu trong nước tiểu trong con ngựa khác. Một con ngựa đực có thể đi cùng với ngựa ngựa con để duy trì sự gắn kết của các đàn gia súc và ngăn chặn nó từ pha trộn với các đàn khác trên sườn núi.

## Lịch sử

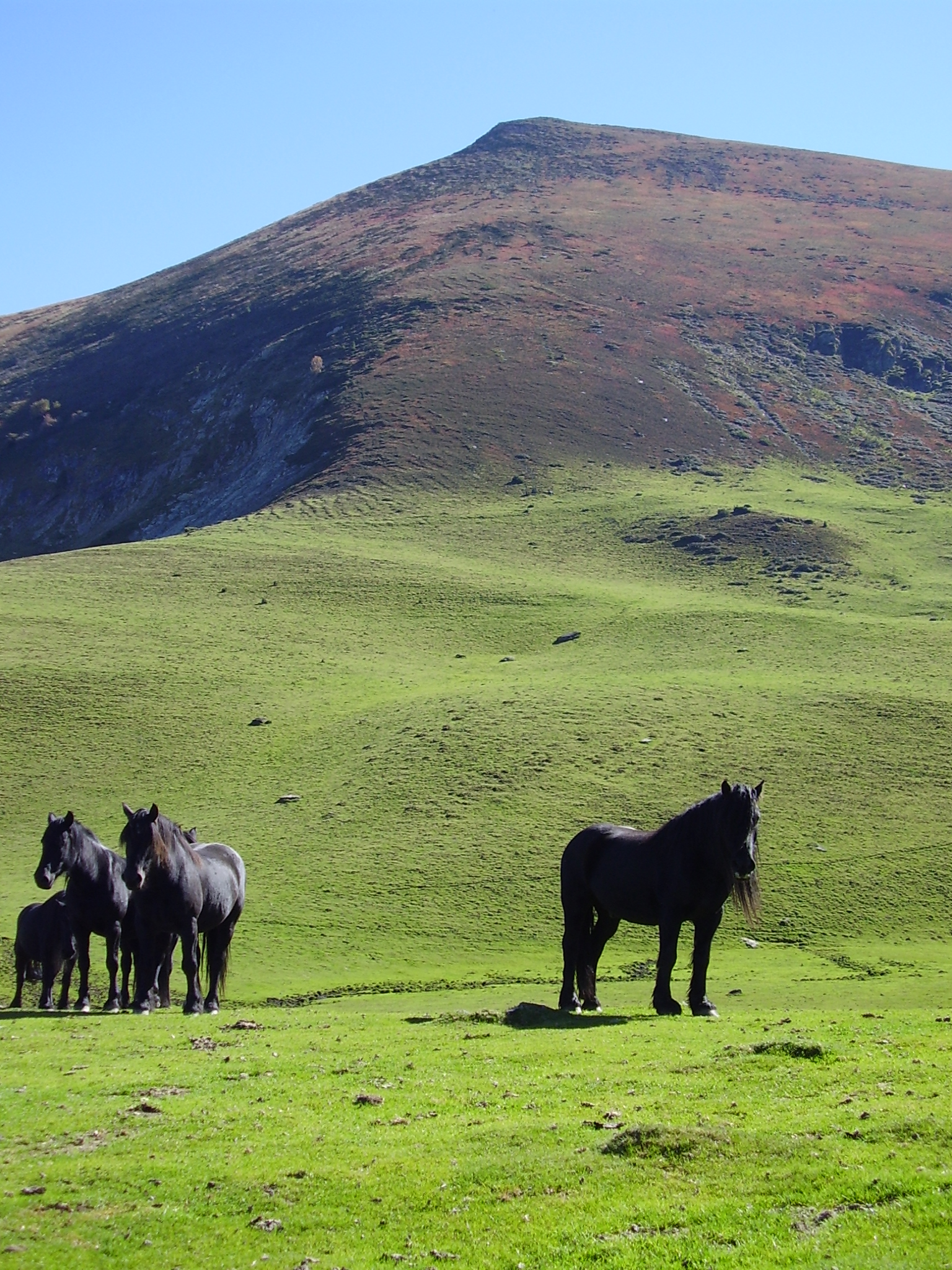
Một đàn ngựa

Có nguồn gốc từ thời tiền sử, lịch sử ban đầu chính xác của Mérens vẫn còn là một bí ẩn. Các lý thuyết về nguồn gốc của nó bao gồm gốc từ ngựa Iberian, tương tự như nhiều ngựa núi khu vực, hoặc có thể ngựa phương Đông Oriental mang đến khu vực định cư từ phía đông. Ngựa nhỏ màu đen từ khu vực Ariège đã được ghi nhận sớm nhất là vào thời gian của Julius Caesar, cũng như gắn liền với Charlemagne.
Chúng kéo pháo cho Thống chế Napoléon, cũng như được sử dụng bởi người nông dân, công nhân cảng, thợ mỏ và buôn lậu chuyển hàng hóa thông qua dãy núi Pyrenees. Chúng đã thường xuyên được nhìn thấy ở hội chợ ngựa địa phương, và đã được sử dụng để lai la với lừa Catalan. Đến cuối thế kỷ 19, đã thu được một danh tiếng như ngựa nhẹ phục vụ cho khinh kỵ binh. Tuy nhiên, cùng một lúc, không kiểm soát được lai dẫn đến một sự suy giảm trong thuần chủng
Trong nửa sau của thế kỷ 20, dân số giảm mạnh, như cơ giới chuyển giao công việc trong kỵ binh và nông nghiệp các máy móc. Vào những năm 1970, Mérens đang trên bờ vực của sự tuyệt chủng, chỉ có 40 con ngựa đăng ký trong sổ phả hệ. Chúng được cứu bởi các thành viên của phong trào hippie, người đã tái định cư ở vùng núi Ariège, thúc đẩy nền kinh tế địa phương và khởi động lại chương trình nhân giống.
Các con ngựa Mérens cũng được hưởng lợi từ một sự đột biến mới phổ biến ở ngựa cưỡi, và giữa những năm 1975 và 1985 dân số tăng trở lại, dẫn chương trình nhân giống được coi là một ví dụ cho việc bảo tồn các giống quý hiếm. Các kích thước đàn vẫn còn tương đối nhỏ, tuy nhiên, và một nghiên cứu di truyền xem xét loại hình truyền thống của giống này bị đe dọa và khuyến cáo rằng những nỗ lực cần được tập trung vào bảo tồn của nó.

### Thời cổ
Lịch sử của Mérens được gắn kết chặt chẽ với quê hương của nó trong dãy núi Pyrenees, bằng chứng là nhiều huyền thoại và truyền thuyết, trong đó nó đóng một vai trò nhất định. Nguồn gốc của Mérens là rất cũ, và thường được cho là bị mất trong thời gian. Nó có nguồn gốc ở các thung lũng trên của Ariege, gần Andorra. Các tổ tiên trực tiếp của Mérens có lẽ trong thung lũng này trong thời kỳ Đệ tứ, khoảng 15.000 năm trước đây. Những con ngựa hoang dã có thể di chuyển đến vùng núi để thoát khỏi sự nóng lên toàn cầu mà đi kèm với sự kết thúc của thời kỳ băng hà cuối cùng. Các đặc tính vật lý của Mérens là kết quả của môi trường núi khắc nghiệt nơi sinh sống,
Julius Caesar đề cập đến những con ngựa nhỏ màu đen đó giống với Mérens trong Commentarii de Bello Gallico của mình (bài bình luận về chiến tranh Gallic), khi thảo luận về sự thất bại của Crassus bởi Sotiates và kỵ binh của họ. Sử gia Paul Prunet là người đầu tiên để liên kết các động vật thảo luận bởi Caesar đến Mérens. Những con ngựa nhỏ màu đen từ Pyrenees được mô tả trong suốt thời cổ đại. Ngựa từ Ariege được trưng dụng cho Túc vệ của Napoleon trong chiến dịch chống Nga của mình. Chúng được sử dụng chủ yếu để kéo pháo, như là hầu hết những con ngựa của kiểu này từ lãnh thổ của Pháp vào đầu thế kỷ 19. Một huyền thoại phổ biến trở nên nổi tiếng trong thời gian qua của các sông Berezina trong trận Berezina. 

### Cận đại
Một bức tranh về việc lai của Berezina Napoleon, cho thấy nhiều con ngựa được sử dụng bởi quân đội Mérens từ lâu đã được sử dụng như một giao hàng và chuyển phát nhanh, cũng như được sử dụng bởi người dân địa phương.Nó cũng được sử dụng bởi các nhà sản xuất rượu của Languedoc, làm vườn và công nhân cảng, cũng như tiếp tục được sử dụng bởi quân đội người Pháp người đánh giá cao sức chịu đựng của nó. Các loài này được sử dụng trong các hầm mỏ và trong khai thác. Nó đã được sử dụng bởi những kẻ buôn lậu vận chuyển hàng hóa qua các dãy núi giữa Pháp và Tây Ban Nha, chủ yếu chở gỗ và khoáng chất, và được biết đến với khả năng chịu đựng và cảm giác hướng tốt của nó. 

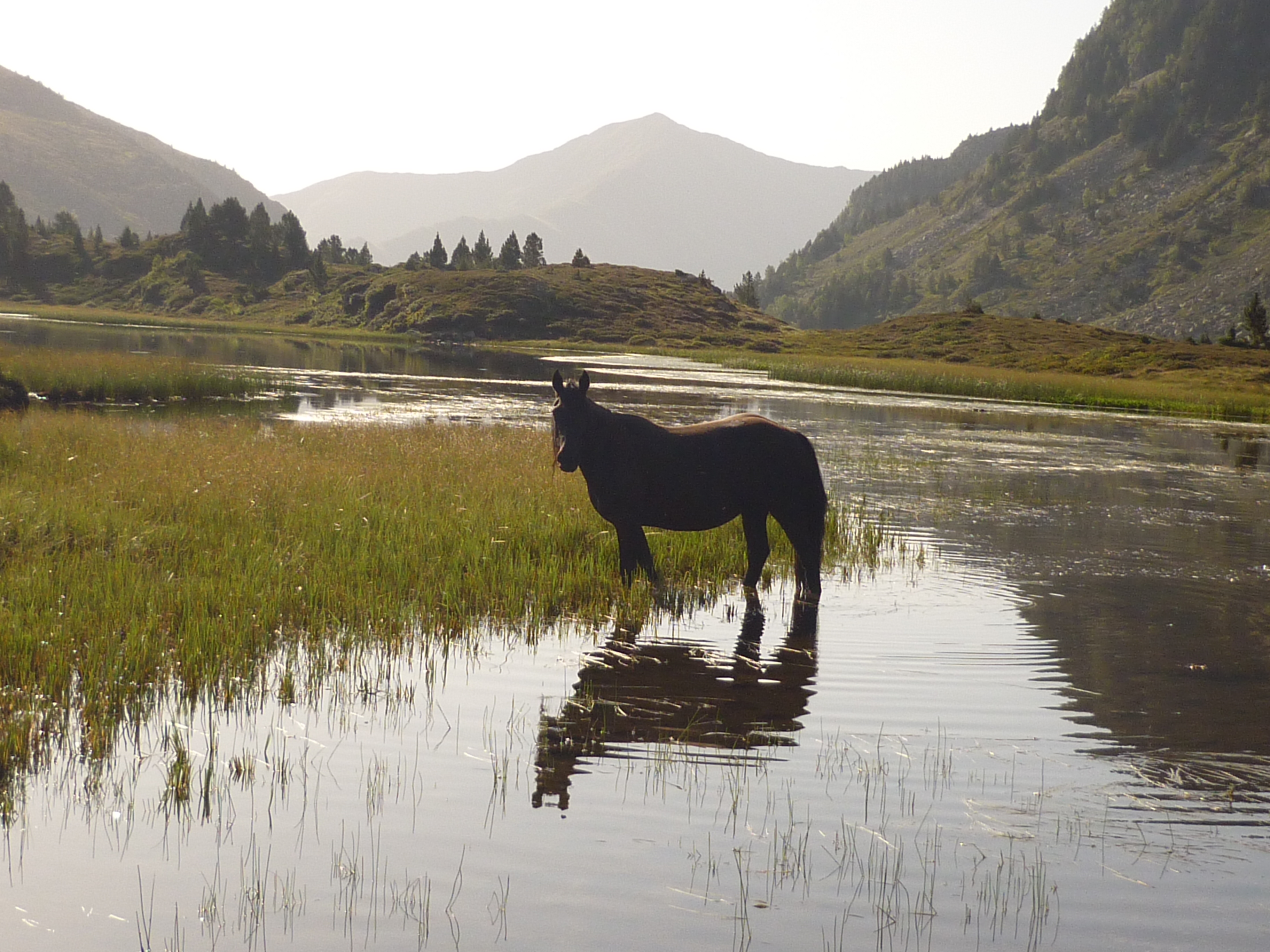
Một con ngựa trong môi trường tự nhiên

Mérens ngựa đã được bán tại các hội chợ ngựa Tarascon-sur-Ariege, và được phổ biến với các thương gia từ các thành phố lớn. Loài này được đôi khi được gọi là "Tarasconnais" và đã nổi tiếng về chất lượng cao của đôi chân của mình và khả năng tồn tại trong điều kiện thức ăn nghèo nàn. Nó đã được sử dụng để nuôi con la, và con la Pyrenees được bắt nguồn từ một phép lai chéo giữa lừa và ngựa Catalan của ngựa Breton, ngựa Mérens và các giống khác.
Trước khi Thế chiến I, gần 1.000 con la Pyrenees được sinh ra mỗi năm ở các vùng Ariege. Đến cuối thế kỷ 19, những con ngựa từ Pyrenees đã được biết đến với việc sử dụng chúng như kỵ binh nhẹ vì tính nhanh nhẹn và cơ động. Chúng được đánh giá cao về sự nhanh nhẹn của mình, chắc chắn chân vững vàng, mạnh mẽ, và sức chịu đựng, đó chính là kết quả của sự tồn tại trong tình trạngbán hoang dã của chúng ở vùng núi Pyrenees của Tây Ban Nha.

### Hiện đại
Bắt đầu từ cuối thế kỷ 19, không kiểm soát được lai tạo ra một sự suy giảm trong dân số của Mérens thuần chủng. Vào những năm đầu thế kỷ 20, một số nhà nhân giống tại L'Hospitalet và Mérens-les-Vals bắt đầu làm việc với các giao cắt với bên ngoài giống và nhân giống chỉ con ngựa với dáng tương tự như Mérens gốc. Những nhà lai tạo muốn giữ cho Mérens truyền thốngcó giá trị đối với sức chịu đựng và tính linh hoạt của nó.Năm 1908, kiểm soát sinh sản đã được trao cho Tổng thống Société d'Nông de l'Ariège (Society Nông nghiệp Ariege), Gabriel Lamarque, người được dành riêng cho việc bảo tồn giống này. Năm 1933, Syndicat d'ELEVAGE du Mérens đã được lập ra vào năm 1948 cuốn sách đầu tiên được tạo ra dưới sự kiểm soát
Năm 1946, quân đội Pháp đã không còn sử dụng Mérens cho việc kéo pháo binh ở vùng núi, và điều này tương ứng với sự khởi đầu của sự suy giảm của loài này. Các dân số đã giảm đáng kể trong nửa sau của thế kỷ 20, do sự hiện đại hóa và cơ giới hóa vận tải và nông nghiệp. Trong năm 1950, ở Senegal, Mérens đã được sử dụng trong nỗ lực để tạo ra một con ngựa khó khăn hơn so M'Bayar bản địa, nhưng các chương trình nhân giống là không đủ để làm tăng đáng kể dân số Mérens. Việc sử dụng các Mérens trong nông nghiệp tiếp tục vào năm 1970, và cũng như nhiều giống ngựa lùn Pháp, nó cũng được lai tạo để giết mổ để sản xuất thịt ngựa. 

### Ngày nay
Vào đầu những năm 1970, có vẫn chỉ có 40 con Mérens đăng ký trong sách chỉ nuôi ngựa giống. Các giống được cứu thoát khỏi nguy cơ tuyệt chủng bởi các cộng đồng không tưởng tin vào ngày tận thế sinh thái. Như một phần của phong trào hippie, mọi người muốn sống trên rìa của xã hội định cư tại các làng nhỏ của Ariege. Họ thúc đẩy nền kinh tế địa phương, bao gồm khuyến khích việc nối lại các giống của Mérens. Đồng thời, những câu chuyện của những con ngựa bán hoang Bonbon đã trở thành một hiện tượng địa phương. 

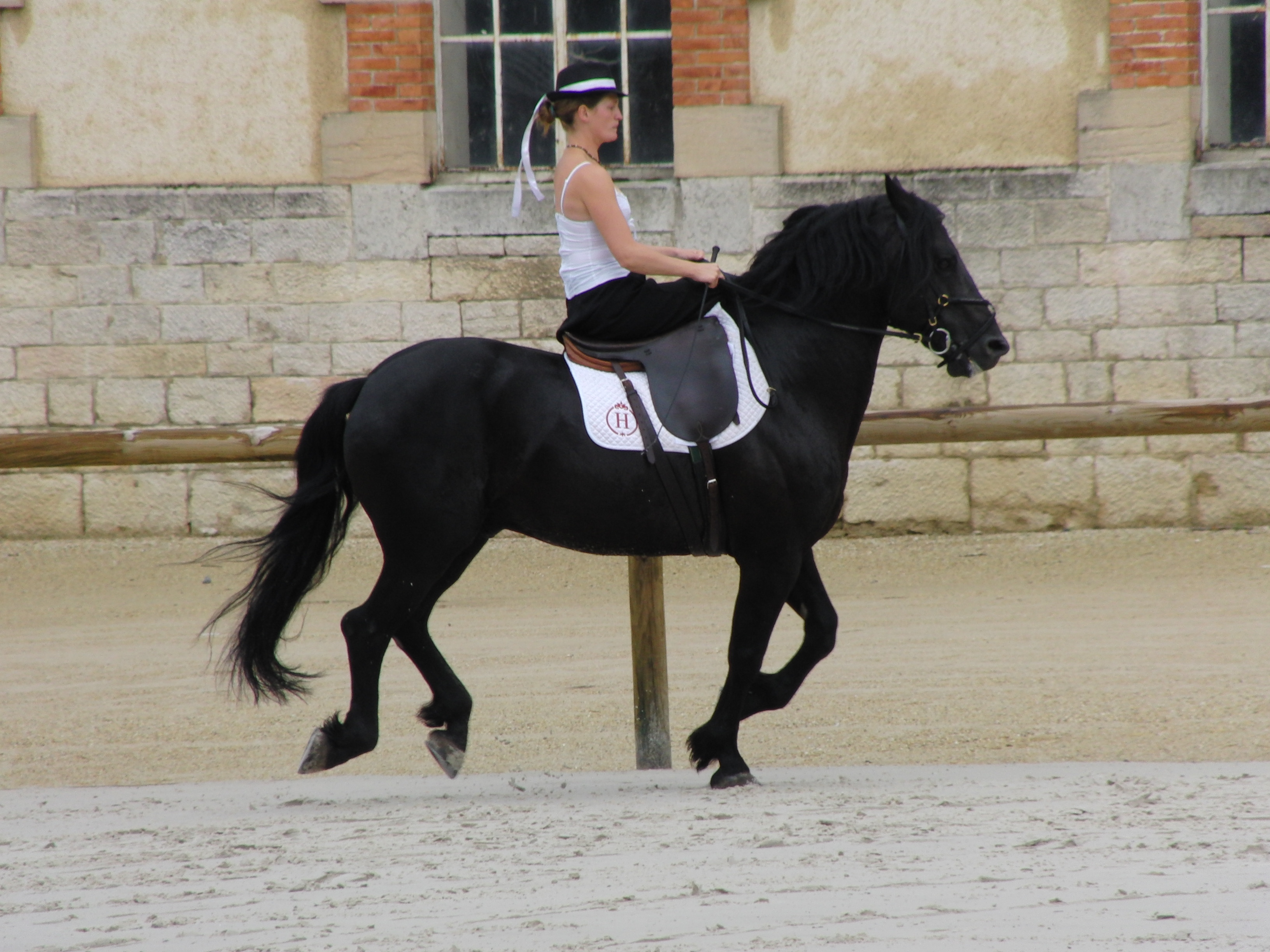
Một phụ nữ đang cưỡi ngựa

Trong khi đó, giống Mérens đã được hồi sinh như một con vật thời trang giải trí bởi Lucien Lafont de Sentenac, một chuyên gia trong nước trong chăn nuôi ngựa. Ông chuyển những nỗ lực của nông dân đối với giống vật nuôi, thể thao phong cách. Với quản lý chăn nuôi tốt và khuyến mãi, số dân số của loài này đã dần hồi phục. Từ năm 1975 đến năm 1985, số lượng Mérens tăng gấp đôi từ 2.000 đến 4.000 loài và cứu hộ của nó được coi là một ví dụ tốt về cứu giống nguy cơ tuyệt chủng.
Năm 1977, ngựa Mérens được du nhập đến các đảo Réunion, nơi sinh sản của nó bây giờ là một phần của nền kinh tế địa phương. Nó được sử dụng như một con ngựa để chuyên chở. Các giống cũng được sử dụng cho du lịch cưỡi ngựa trên những ngọn núi của hòn đảo, nơi nó đặc biệt thích hợp cho những địa hình dốc và khí hậu. Một trung tâm quốc gia về sự sinh sản của Mérens đã được mở vào năm 1990 bởi SHERPA để cung cấp hỗ trợ cho việc bảo tồn giống này.
Trong năm 2000, các giống Mérens đã được lựa chọn bởi Jean-Louis Savignol để khởi động các trang trại chăn nuôi đầu tiên cho ngựa hữu cơ được chứng nhận dành cho sử dụng giải trí chứ không phải là con người tiêu thụ. Những con ngựa được cho ăn một chế độ ăn uống tự nhiên, tẩy giun bằng hỗn hợp tỏi và đất sét, được điều trị bằng cách sử dụng một sự kết hợp của vi lượng đồng căn và xương, và di chuyển núi cao ở trong mỗi năm.
Kích thước tổng đàn là tương đối nhỏ. Các con số dân số ổn định phần nào vào đầu thế kỷ 21, với khoảng 1500 con, 150 con đực giống hoạt động và 500 ca sinh mỗi năm. Năm 2006, có 455 ngựa con mới được đăng ký, 1.051 ngựa cái và 89 con giống được liệt kê như đang hoạt động chăn nuôi và đã có 306 người gây giống. Trong cùng năm đó, Mérens tạo thành 2 phần trăm của tổng số ngựa tại Pháp. Một nghiên cứu di truyền trong năm 2008 xem xét các loại ban đầu của giống này bị đe dọa. Các tác giả cho rằng Mérens nên được ưu tiên bảo tồn để duy trì sự đa dạng di truyền cao nhất trong những giống ngựa Pháp. 

## Sử dụng
Trong quá khứ Mérens đã được sử dụng cho công việc trang trại, đặc biệt là trên địa hình dốc hoặc khó khăn, như con ngựa thồ và cho việc khai thác, vận chuyển gỗ hoặc xe trượt. Hôm nay, chúng được sử dụng chủ yếu như ngựa yên, đặc biệt là cho đi bộ trong khu vực miền núi; nhưng cũng đã chứng minh thành công trong việc vận chuyển lái xe. Các Mérens hiện được coi là một con ngựa giải trí đa mục đích đó cũng gắn liền với bản sắc văn hóa của vùng Ariege. Chúng được sử dụng cho giải trí. Một số ít được nuôi lấy sữa, mà có thể được sử dụng trong sản xuất các sản phẩm khác nhau.

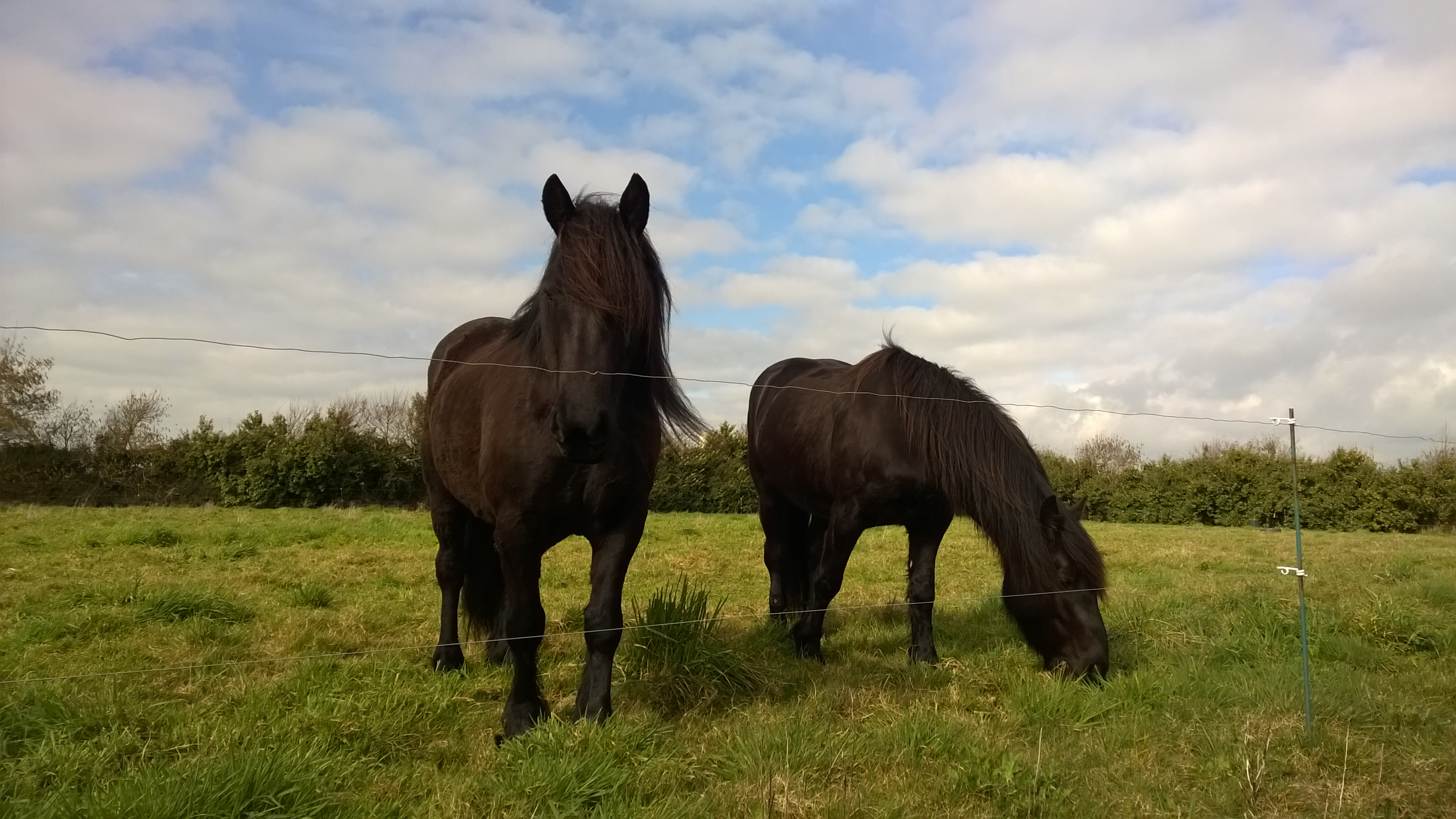